# Duncan Laurence
Duncan de Moor, artistnamn Duncan Laurence, född 11 april 1994 i Spijkenisse, Zuid-Holland, är en nederländsk sångare och låtskrivare. Han vann Eurovision Song Contest 2019 i Tel Aviv, Israel, med låten "Arcade". Han deltog också i den femte säsongen av dokusåpan The Voice of Holland under coachning av Ilse DeLange.
Den 5 oktober 2020 meddelade Laurence att han var förlovad med den amerikanska låtskrivaren Jordan Garfield.